# Microcoelia perrieri
Microcoelia perrieri är en orkidéart som först beskrevs av Achille Eugène Finet, och fick sitt nu gällande namn av Victor Samuel Summerhayes. Microcoelia perrieri ingår i släktet Microcoelia och familjen orkidéer. Inga underarter finns listade i Catalogue of Life.